# Inella apexbilirata
Inella apexbilirata is een slakkensoort uit de familie van de Triphoridae. De wetenschappelijke naam van de soort is voor het eerst geldig gepubliceerd in 2008 door Rolán & Fernández-Garcés.